# Marylebone (stacja kolejowa)
Marylebone (wymowaⓘ, London Marylebone) – stacja i dworzec kolejowy w centralnym Londynie, na terenie gminy City of Westminster, w dzielnicy Marylebone. Stacja czołowa o 6 krawędziach peronowych, obsługuje pasażerski ruch podmiejski w kierunku północno-zachodnim oraz dalekobieżny do Birmingham.

## Ruch pasażerski
Jedynym przewoźnikiem kolejowym obsługującym połączenia do i z Marylebone jest spółka Chiltern Railways, która jest również zarządcą stacji. W rozkładzie 2023/2024 była to stacja krańcowa dla połączeń do i z Birmingham (stacje Moor Street i Snow Hill), Stourbridge, Warwick, Oksfordu, Banbury, Aylesbury, High Wycombe, Gerrards Cross oraz West Ruislip. W godzinach szczytu ze stacji odjeżdża kilkanaście pociągów na godzinę, a tyle samo przyjeżdża.
W latach 1997–2023 roczna liczba pasażerów rozpoczynających lub kończących podróż na stacji wahała się od 2,0 mln (2020/2021) do 16,7 mln (2017/2018). W tym samym okresie roczna liczba osób przesiadających się na stacji wynosiła od 111 tys. (2020/2021) do 1,3 mln (2018/2019).
Stacja kolejowa połączona jest ze stacją metra Marylebone.

## Historia
Dworzec Marylebone został ukończony w 1899 roku przez spółkę kolejową Great Central Railway (GCR), jako ostatni spośród dużych dworców londyńskich. W 1905 roku GCR przeniosło tu swoją siedzibę. Według wstępnych planów stacja miała liczyć dziesięć krawędzi peronowych, zbudowano jednak tylko cztery. Naprzeciw budynku dworcowego w tym samym roku co on otwarto, przewyższający go wielkością, hotel Great Central (obecnie The Landmark).
Stację Marylebone zbudowano jako zwieńczenie linii kolejowej Great Central Main Line, prowadzącej przez Rugby, Leicester, Nottingham i Sheffield do Manchesteru. W latach 60. XX wieku linię zlikwidowano, w ramach tzw. „siekiery Beechinga”, gdyż wszystkie większe miasta na jej trasie miały bezpośrednie połączenie z Londynem za pośrednictwem innych linii, m.in. Midland Main Line. Ze względu na niewielką liczbę obsługiwanych pasażerów przyszłość stacji stanęła pod znakiem zapytania; rozważano m.in. wybudowanie w jej miejscu dworca autokarowego. W 1984 roku British Rail przedstawiło plany jej likwidacji, jednak zrezygnowano z nich w 1986 roku w związku ze zmianą strategii kolejowej, w ramach której położono nacisk na rozwój kolei dojazdowych. Marylebone uczyniono stacją krańcową linii Chiltern Main Line, w późniejszych latach uruchomiono także połączenia dalekobieżne do Birmingham. Na stacji przeprowadzono szereg inwestycji, w tym dobudowano dwie nowe krawędzie peronowe.
W 1996 roku dworzec wpisano do rejestru zabytkowych budynków jako obiekt klasy II.

## W kulturze
Marylebone jest jednym z czterech dworców kolejowych, obok King’s Cross, Fenchurch Street i Liverpool Street, które pojawiają się na standardowej, brytyjskiej wersji planszy do gry Monopoly. 